# 브라질깔때기귀박쥐
브라질깔때기귀박쥐(Natalus espiritosantensis)는 깔때기귀박쥐과 깔때기귀박쥐속(Natalus)에 속하는 남아메리카 박쥐의 일종이다. 브라질 동부 지역에서 발견된다.
동굴에서 서식한다. 이전에는 멕시코깔때기귀박쥐(N. stramineus)의 아종으로 간주했다.